# Noah (Band)
Noah (ehemals Peterpan) war eine  indonesische Pop-Rock-Band. Die Band war vor allem wegen ihrer einfachen Songtexte und der Stimme ihres Sängers Ariel bekannt.

## Geschichte
Die Band wurde 1997 von Andika (Andika Naliputra Wirahardja – Piano), Uki (Mohammad Kautsar Hikmat – Gitarre), Ariel (Nazril Irham – Gesang), Abel (Bass) und Ari (Schlagzeug) als Schulband in Bandung gegründet.
Im Juni 2003 veröffentlichte Peterpan ihr Debüt-Album Tamen Langit. Als zweites Album wurde Bintang di Surga (Ein Stern im Himmel) veröffentlicht. Das Album erreichte die Marke von 350.000 Verkäufen in der zweiten Woche. Damit wurde Peterpan eine der größten indonesischen Bands im Bereich der verkauften Alben. Als Antwort auf den Erfolg ihres zweiten Albums wurden der Band 3 SCTV Preise verliehen, einer im Jahre 2004 und zwei 2005. Auch wurden ihnen am 9. Mai 2005 der MTV Asia Award in der Kategorie Indonesian Favourite Artist (Beliebteste Indonesische Band) verliehen; für das Lied Kukatakan Dengan Indah (Ich sage es schön) wurde der Band der Best Pop Alternative Band (Beste Pop Alternative Band) in den Indonesischen AMI (2005) verliehen.
Nach dem zweiten Album, am 18. September 2005, veröffentlichten sie den Soundtrack für den Film Alexandria unter dem Titel Menunggu Pagi (Warten auf die Morgendämmerung).
Im August 2012 benannte sich die Band von Peterpan in NOAH um.
Anfang 2024 gab die Band ihre Auflösung bekannt.

## Diskografie
Alben
- 2000: Taman Langit (dt. Garten des Himmels) [Verkäufe: 850.000]
- 2004: Bintang Di Surga (dt. Ein Stern im Himmel) [Verkäufe: 3.200.000]
- 2005: Menunggu Pagi (dt. Warten auf die Morgendämmerung) [Verkäufe: 1.200.000]
- 2007: Hari Yang Cerah (dt. Ein heller Tag) [Verkäufe: 745.000]
- 2008: Sebuah Nama Sebuah Cerita (dt. Ein Name, eine Geschichte) [Verkäufe: 230.000]
- 2012: Seperti Seharusnya (dt. Wie sollte) [Verkäufe: 1.300.000]
- 2014: Second Chance
- 2016: Sings Legends
- 2019: Keterkaitan Keterikatan
- 2019: The Signature Collection Vol. 1
- 2022: Bintang di Surga
- 2022: Hari yang Cerah